# Kokain
Kokain oder Cocain (fachsprachlich auch Benzoylecgoninmethylester) ist ein Alkaloid der Cocablätter des Cocastrauchs und wirkt stark stimulierend und euphorisierend. Es wird als Rauschdroge benutzt und unterliegt in Deutschland dem Betäubungsmittelgesetz. Chemisch-strukturell gehört es zu den Tropan-Alkaloiden und ist ein Derivat von Benzoesäure und Ecgonin. Verwendet wird oft das – im Gegensatz zur wenig wasserlöslichen freien Base – besser lösliche Hydrochlorid.
Kokain ist das älteste bekannte Lokalanästhetikum und diente chemisch als Vorbild vieler moderner Lokalanästhetika. Es wird heute nur noch sehr selten topisch im Kopfbereich angewendet.

## Geschichte
Die ersten Cocasträucher kamen 1750 aus Südamerika nach Europa. Die erste wissenschaftliche Beschreibung der durch das Kauen von Kokablättern verursachten Symptome (Aktivitätssteigerung, Euphorisierung, Unterdrückung von Hunger- und Durstgefühl) erfolgte 1836 durch Eduard Friedrich Poeppig. Im Winter 1859/1860 isolierte Albert Niemann im Laboratorium von Friedrich Wöhler in Göttingen die aktiven Komponenten des Cocastrauches. Er gab dem von ihm rein dargestellten Alkaloid den Namen Kokain. Es ist allerdings umstritten, ob Niemann, der auch festgestellt hatte, dass Kokain die Zunge betäubt, tatsächlich als Erstem die Isolierung von Kokain gelungen ist. Diese Leistung wird auch dem deutschen Chemiker Friedrich Gaedcke zugeschrieben, der schon 1855 ein Alkaloid bzw. einen Stoff, den er Erythroxylin nannte, aus dem Cocastrauch isoliert haben soll. Auch dem an der Universität Pavia lehrenden Neurologen und Pathologen Paolo Mantegazza soll dies bereits 1858 (nach anderen Quellen 1859) gelungen sein. Auch der Schotte A. Bennett hatte bei Tierversuchen die lokalanästhetische Wirkung von Kokain festgestellt.
Ab 1879 wurde Kokain auch verwendet, um Morphinabhängigkeit zu behandeln, so im Sanatorium Bellevue unter Robert Binswanger.
1880 berichtete der aus dem Baltikum stammende und an der Julius-Maximilians-Universität Würzburg tätige Chirurg Vassili von Anrep (1852–1927) über die von ihm im Labor des Jenenser Pharmakologen Roßbach beobachtete schmerzstillende Wirkung des Kokains (womit er 1878 bei subkutaner Injektion eine Anästhesiedauer von 35 Minuten erreichen konnte). 1862 begann der Arzneimittelhersteller Merck in Darmstadt mit der kommerziellen Kokain-Produktion. 3,6 Gramm kosteten damals 16 Mark.
Praktische Bedeutung erlangt und sich allgemein durchgesetzt hatte die Verwendung von Kokain erst, nachdem der Augenarzt Carl Koller zunächst in Tierversuchen und danach im Selbstversuch sowie in Zusammenwirken mit Sigmund Freud die lokalanästhetische Wirkung in der Augenheilkunde zur Betäubung der Hornhaut erkannt, genutzt und 1884 auf dem Ophthalmologenkongress in Heidelberg darüber berichtet hatte. Koller gilt damit als Begründer der Lokalanästhesie. Bereits ab 1884 wurde Kokain, durch Edmund Jelinik (1852–1928) in die Laryngologie eingeführt, auch als Oberflächenanästhetikum in der Hals-Nasen-Ohrenheilkunde eingesetzt. Von 1884 bis 1921 wurden weitere Anwendungen des Kokains zur Lokalanästhesie und Regionalanästhesie (Infiltrationsanästhesie und Leitungsanästhesie), unter anderem die Periduralanästhesie bzw. Sakralanästhesie und Spinalanästhesie etabliert.
Die Fachpresse vermeldete in der Zeit laufend neue Therapieanwendungen für Kokain, so etwa der Lancet 1885: Das Mittel sei von einem renommierten Arzt des Westminister Hospital erfolgreich gegen seinen Heuschnupfen eingesetzt worden. Das Bellevue Hospital Medical College habe gute Erfahrung bei der Therapie von spastischem Asthma durch direktes Einbringen des Kokains in die Nase gemacht. Etwas später im selben Jahr titelte die New York Times erstmals Kritisches über Kokain: Poisoned by Cocaine. Der amerikanische Chemiker Robert Ogden Doremus berichtete am 18. November 1885 der Medico-Legal Society von einer Frau, die Kokain gegen Zahnschmerzen eingesetzt habe und daran gestorben sei. Sein Kollege Holcourt riet, das Kokain in den Drug Stores eindeutig als Gift zu kennzeichnen. Außerdem war bei der Veranstaltung von einer an einer Überdosis „innerhalb von 12 Minuten verstorbenen“ Katze die Rede.
Die richtige empirische Strukturformel des Kokains und seiner Strukturbausteine stellte der Chemiker Wilhelm Lossen 1862 fest. 1898 beschrieb der spätere Nobelpreisträger Richard Willstätter erstmals die Molekularstruktur von Kokain (wie auch von Atropin). 1923 erfolgte die Synthese der Reinsubstanz Kokain durch R. Willstätter, D. Wolfes und H. Mäder. Durch die Aufklärung der Kokainstruktur wurde die Synthese einfacherer, analog aufgebauter Verbindungen wie Stovain und Procain ermöglicht.
Die erste Rezeptur des Erfrischungsgetränks Coca-Cola enthielt bis 1906 einen Extrakt aus Cocablättern (und erhielt so seinen Namen), sodass ein Liter Coca-Cola rund 250 Milligramm Kokain enthielt. Immer noch enthält Coca-Cola – allerdings nicht Alkaloide – Inhaltsstoffe der Cocablätter. Auch sonst war Kokaingebrauch im letzten Drittel des 19. Jahrhunderts in Europa weit verbreitet und legal. Die Gefährlichkeit der Substanz wurde nur allmählich erkannt. Wegen dieser und anderer Nachteile wurde es zum Ende des 20. Jahrhunderts fast nur noch bei Operationen in der Augenheilkunde eingesetzt.

## Vorkommen und Gewinnung

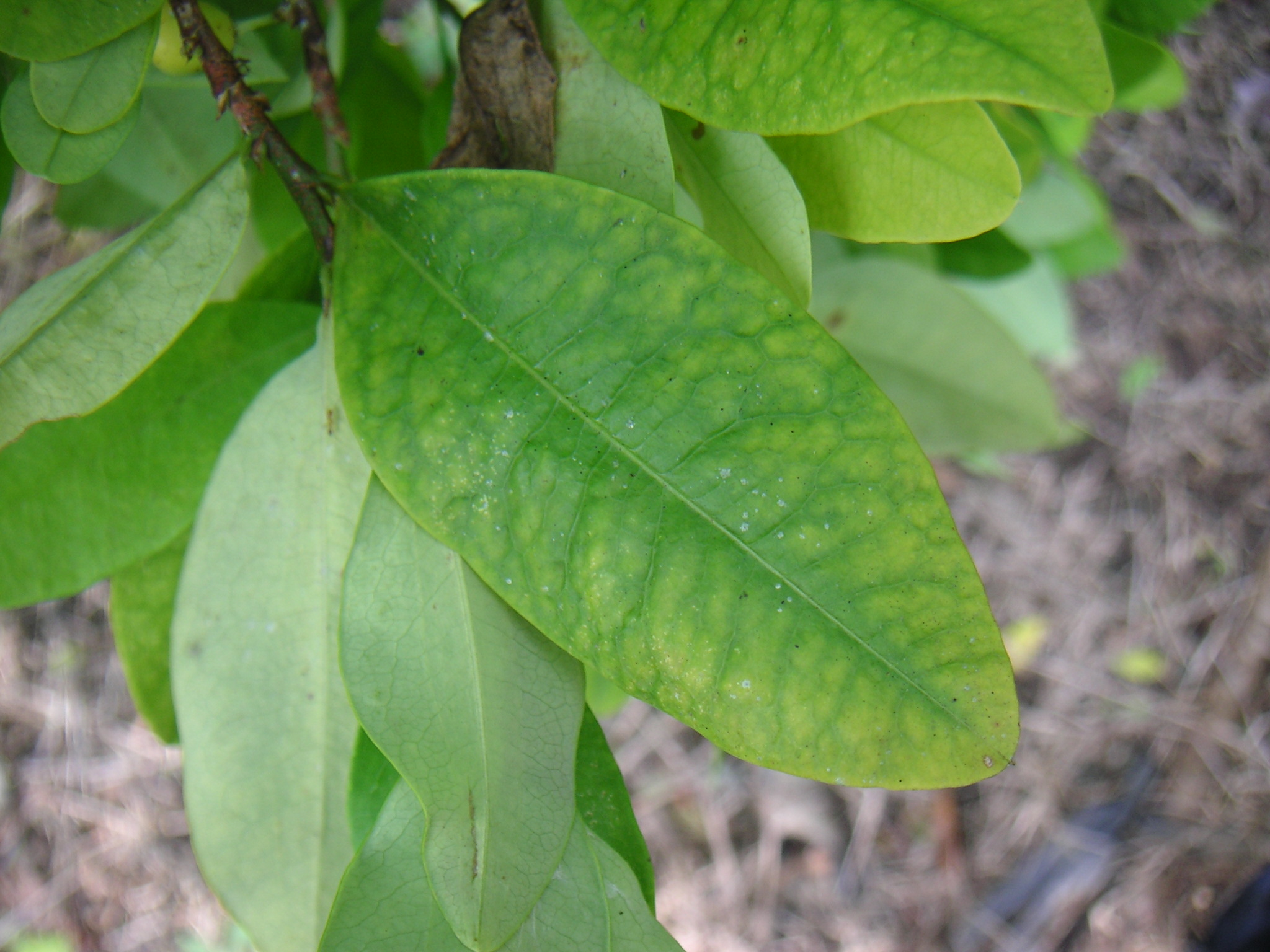
Kokapflanze nahe dem kolumbianischen La Cumbre

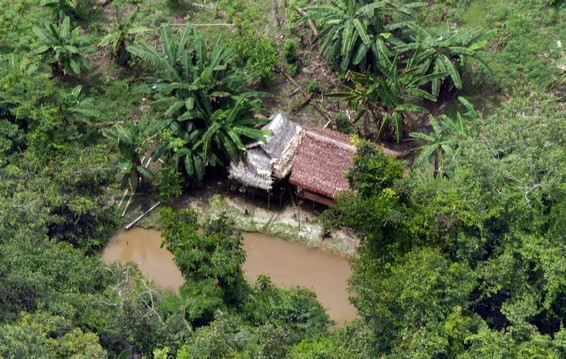
Luftaufnahme eines Kokainlabors im brasilianischen Amazonasgebiet

Der Gehalt an Alkaloiden im Cocastrauch (bot. Erythroxylum coca Lam.) beträgt 0,5 bis 1 %. Hauptbestandteil ist dabei das (−)-Kokain. Kokain ist der Methylester des linksdrehenden Benzoylecgonins. Daneben sind Cinnamylcocain, Benzoylecgonin, Truxilline sowie Tropacain als Nebenalkaloide enthalten.
Die Cocapflanze als Quelle des Kokains wird in Südamerika (Bolivien, Peru und Kolumbien) in einer Höhe zwischen 600 und 1000 m angebaut. Man unterscheidet die Herkunftspflanzen wie folgt:
- Bolivianisches oder Huanuco-Coca: E. coca var. coca
- Amazonas-Coca: E. coca var. ipadu
- Kolumbianischer Coca: E. novogranatense var. novogranatense
- Trujillo-Coca: E. novogranatense var. truxillense

Zur Kokaingewinnung unter Laborbedingungen werden die Blätter des Cocastrauchs zerkleinert und eingeweicht. Die Alkaloide werden mit Lösungsmitteln extrahiert und der Auszug verseift (Esterspaltung). Die Ecgonine werden dann mit Benzoylchlorid und Methanol zum Kokain verestert. Auf diese Weise werden auch andere enthaltene Alkaloide in Kokain umgewandelt. Die Ausbeute erhöht sich damit um ein Vielfaches.
Die Extraktion des Kokains wird meist vor Ort als Säure/Base-Extraktion in Plastiktonnen, Badewannen oder ausgehobenen Erdlöchern durchgeführt. Dabei werden technische Chemikalien (Kerosin, Batteriesäure) mit gesundheitlich bedenklichen Reinheitsgraden verwendet, was unter anderem ein Grund für die vielfältigen Verunreinigungen des illegalen Kokains ist. Die Extraktionsmittel umfassen unter anderem: Calciumoxid, Calciumhydroxid, Ammoniak, Kerosin, Salzsäure, Schwefelsäure und Aceton. Die dabei entstehende Cocapaste hat einen Wirkstoffgehalt von 60 bis 80 %. Um Cinnamoylkokain und andere Verunreinigungen abzutrennen, wird die in Schwefelsäure gelöste Cocapaste mit Kaliumpermanganat versetzt.

## Pharmakologie

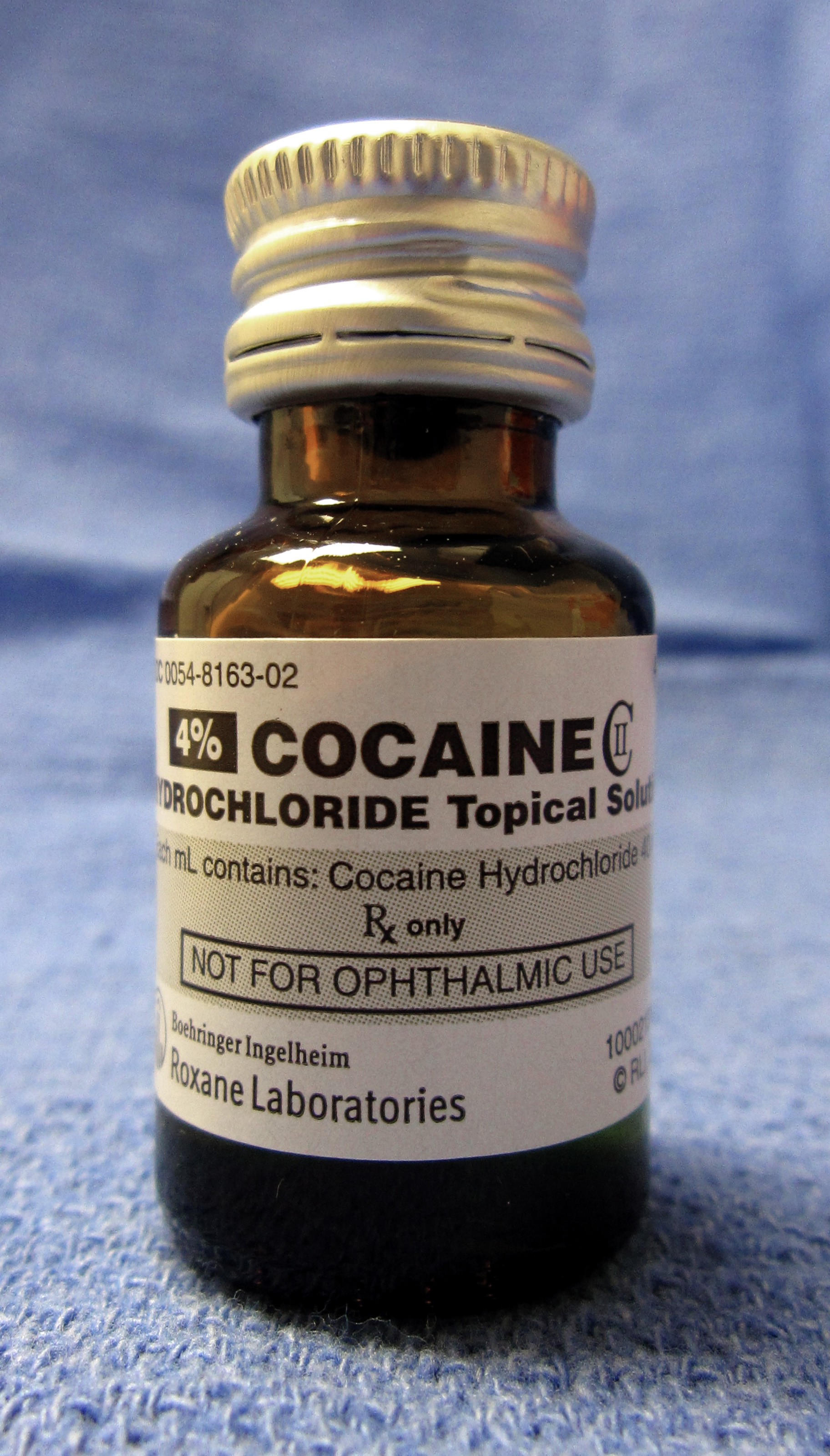
Kokain-Hydrochlorid für die medizinische Verwendung

- Wirkung: Dopamin/Noradrenalin/Serotonin-Wiederaufnahmehemmung
- Toleranzausbildung: Tachyphylaxie
- Bioverfügbarkeit: oral 33 %, nasal 19 % (11–26 %),[41] Kauen der Blätter 25 %, oral und intranasal 20–30 %, intravenös 100 %, durch Rauchen von Cocapaste, freier Base oder Crack: 6–32 %[42]
- Plasmahalbwertszeit: ca. 1 h[7]
- Lipidlöslichkeit: LogP = 2,4[7]

Kokain ist ein Wiederaufnahmehemmer am Dopamin-, Noradrenalin- und Serotonin-Transporter. Es verhindert den Transport und somit die Wiederaufnahme dieser Neurotransmitter in die präsynaptische Zelle, was eine Erhöhung der Transmitterkonzentration im synaptischen Spalt und damit ein erhöhtes Signalaufkommen am postsynaptischen Rezeptor zur Folge hat und unter anderem zu einer Erhöhung des Sympathikotonus führt. Bei höherer Dosierung können Symptome wie Nervosität, Angstzustände und paranoide Stimmungen auftreten. Die Dauer des Rausches ist von der Konsumform und der psychischen Konstitution sowie der eingenommenen Menge und Dauer abhängig.

### Metabolismus
Im menschlichen Körper wird Kokain schnell und extensiv verstoffwechselt. Etwa 80 bis 90 Prozent der aufgenommenen Menge wird über die drei Esterasen Pseudocholinesterase, humane Carboxylesterase-1 (hCE-1) und Carboxylesterase-2 (hCE-2) im ersten Schritt zu den nicht wirksamen Stoffwechsel-Produkten Ecgonin-Methylester und Benzoylecgonin hydrolysiert. Beide Metaboliten können dann über eine weitere nichtenzymatische Hydrolyse zu Ecgonin abgebaut werden. Das Hauptstoffwechselprodukt Benzoylecgonin (35–54 %) sowie die Nebenmetaboliten Ecgonin-Methylester (32–49 %) und Ecgonin (unter 5 %) sind alle hoch wasserlöslich und werden, wie auch ein kleiner Anteil der unveränderten Muttersubstanz (1–9 %), mit dem Urin ausgeschieden. Die Halbwertszeiten der pharmakologisch nichtwirksamen Metaboliten sind länger als die des Kokains und daher noch einige Tage nach dem letzten Konsum im Urin nachweisbar.
Ein geringer Anteil des Kokains wird oxidativ über das Cytochrom P450 CYP3A und flavinhaltige Monooxygenasen (FMO) in den pharmakologisch wirksamen Metaboliten Norcocain demethyliert. Norcocain selbst wird durch die Carboxylesterase-1 zu Benzoylnorecgonin abgebaut, das dann ebenfalls über den Urin ausgeschieden wird. Norcocain bindet stärker an den Noradrenalin- und Serotonintransporter, aber weniger stark an den Dopamintransporter als Kokain. In Anwesenheit von Ethanol katalysiert die humane Carboxylesterase-1 Kokain über eine Umesterung zu Cocaethylen und Norcocain zu Norcocaethylen. Beide Substanzen werden durch Hydrolyse zu Benzoylecgonin und Benzoylnorecgonin abgebaut. Cocaethylen kann zusätzlich über die Carboxylesterase-2 in Ecgonin-Ethylester verstoffwechselt werden. Diese Substanz wird langsamer abgebaut als Kokain, was die längere Wirksamkeit und die erhöhte Akuttoxizität einer Kokain-Alkohol-Kombination erklären könnte.

### Wirkung im Zentralnervensystem
Kokain bewirkt im Zentralnervensystem eine Stimmungsaufhellung, Euphorie, ein Gefühl gesteigerter Leistungsfähigkeit und Aktivität sowie das Verschwinden von Hunger- und Müdigkeitsgefühlen.

### Wirkung an peripheren Nerven
Kokain ist das älteste bekannte Lokalanästhetikum. Wegen seines Abhängigkeitspotentials, der rechtlichen Rahmenbedingungen und der Toxizität wird es inzwischen so gut wie nicht mehr eingesetzt. Kokain diente aber als Leitsubstanz für viele synthetische Lokalanästhetika wie Lidocain, Benzocain, Procain, Tetracain oder Mepivacain. Der Einsatz von Kokain für Eingriffe am Kopf ist nach der deutschen Betäubungsmittel-Verschreibungsverordnung weiterhin zulässig.

## Analytik
Die zuverlässige qualitative und quantitative Bestimmung in Haar-, Nagel-, Harn- oder Blutproben gelingt nach angemessener Probenvorbereitung durch chromatographische Verfahren meist in der Kopplung mit der Massenspektrometrie. Bei der Untersuchung von Haar- bzw. Nagelproben ist jedoch die Möglichkeit der externen Kontamination zu bedenken. In aktuellen Untersuchungen wird versucht, den Konsum von Kokain durch die Bestimmung in kommunalen Abwässern einzuschätzen.
Auch hochsensitive Immunoassays stehen für die Analytik zur Verfügung. Mit dieser Verfahrensweise wurden in Berlin 65 unterschiedliche Eurobanknoten auf Kokain untersucht. In allen Fällen konnte eine Kokainexposition sicher nachgewiesen werden.

## Konsumformen
Der Wirkstoff Kokain kann über unterschiedliche Wege in mehreren Formen verabreicht werden. Diese unterschiedlichen Kokainverabreichungsweisen unterscheiden sich in der Zeit bis zum Wirkungseintritt, der Dauer des Rauschgefühls, der mittleren akuten Dosis, der Wirkstoffhöchstwerte im Plasma, dem Wirkstoffgehalt im applizierten Material und der Bioverfügbarkeit.
Kokain-Hydrochlorid kann peroral, intranasal (Schnupfen, „Ziehen“, „Rupfen“) oder intravenös konsumiert werden. Cocapaste, die freie Base des Kokains (Freebase) und Crack werden geraucht.
Gerauchtes Kokain wirkt innerhalb von 8–10 Sekunden und bewirkt eine deutlich höhere Wirkstoffkonzentration als andere Konsumformen. Bei intravenösem Konsum liegen 30–45 Sekunden zwischen Aufnahme und Wirkungseintritt. Der orale oder intranasale Konsum wirkt deutlich schwächer, dafür länger. Der Wirkungseintritt erfolgt beim oralen Konsum nach 10–30 Minuten, intranasal nach 2–3 Minuten.
Cocablätter werden in Staaten wie Peru oder Kolumbien gekaut und außerdem traditionell zu einem Tee gekocht, dem eine gesundheitsfördernde Wirkung in vielfältigen Bereichen zugeschrieben wird. Die dadurch aufgenommenen Mengen führen nicht zu dem „Kick“, der beim Kokainmissbrauch entsteht. Die Einfuhr von Coca-Tee nach Deutschland ist illegal, da dies einen Verstoß gegen das Betäubungsmittelgesetz darstellt.

## Risiken

### Nebenwirkungen

Schadenspotenziale geläufiger Drogen, nach David Nutt et al. In: The Lancet (2010) Nachfolgestudien mit ähnlichen Ergebnissen erschienen 2015 und 2023 im Journal of Psychopharmacology.

Kokain bewirkt eine Erhöhung der Atem- und der Pulsfrequenz, eventuell Atemunregelmäßigkeiten (Tachypnoe) und gleichzeitig eine Verengung der Blutgefäße und damit eine Erhöhung des Blutdruckes. Dies kann Herzrhythmusstörungen bis hin zum „Herzanfall“ zur Folge haben. Beim Rauchkonsum erhöht sich zudem das Risiko eines Hirninfarkts, da durch den erhöhten Blutdruck und die Verengung der Blutgefäße das Platzen einer Arterie im Gehirn wahrscheinlicher wird.
Durch die Störung der Gefühle für Hunger und Schlaf kann es zu starken Mangelerscheinungen in diesem Bereich kommen. Regelmäßiger Konsum kann die Körperreserven ausbeuten. Massiver Schlafentzug aufgrund von Kokainkonsum kann zu paranoiden Halluzinationen, Verfolgungsängsten, zeitlicher und örtlicher Desorientierung, gesteigerter Nervosität und Aggressivität führen.
Beim Rauchkonsum von Kokain werden Schleimhäute, Lippe, Mundhöhle und Bronchien geschädigt. Bei chronischem Konsum durch die Nase kann es zur Schädigung der Nasenscheidewand kommen und sogar zu deren Durchlöcherung.
Nach dem Ausklingen der Wirkung kommt es häufig zu depressionsartigen Zuständen („Crash“). Bei intensiven Konsumformen kann dies zu einem starken Drang nach einem sofortigen weiteren Konsum führen.
Die eigentliche Gefahr liegt in der Überdosierung. Beim Konsum von Freebase oder Crack ist die lebensbedrohliche Dosis variabel und unberechenbar. Die Gefahr der Überdosierung ist wegen der schnellen Aufnahme des hochkonzentrierten und in der Regel reinen Stoffes besonders hoch.
Von einer Vergiftung kann dann gesprochen werden, wenn der Drogenkonsument keine positive Wirkung mehr spürt. Erste sichtbare Hinweise sind erweiterte Pupillen, leichte Krämpfe, Koordinationsstörungen, massiv erhöhte Körpertemperatur und Händezittern. Weitere Hinweise sind erhöhte Ängstlichkeit, Angetriebensein, Paranoia, Aggressivität, Halluzinationen, Übelkeit, Erbrechen, Herzrhythmusstörungen.

### Gefahren für Schwangere
Bei Schwangeren erhöht sich aufgrund des höheren Blutdruckes und der Verengung der Gefäße die Gefahr der frühzeitigen Ablösung der Plazenta vom Uterus und damit die einer Früh- oder Fehlgeburt. Durch die eingeschränkte Durchblutung infolge der Gefäßverengung kann der Fötus zudem Sauerstoffmangel erleiden.
Mögliche Schäden des Ungeborenen durch Kokainkonsum der Mutter: Defekte des Zentralnervensystems, Herzfehler wie Herzrhythmusstörungen, Gefäßverengungen sowie Fehlbildungen im Bereich des Urogenitaltrakts (Nieren, Harnableitungen, Geschlechtsorgane), Hirnzysten und Hirnblutungen nach der Geburt, Fehlbildungen durch Gefäßverengungen. Nach der Geburt können Verhaltensauffälligkeiten bei Kindern auftreten, der Kopfumfang kann geringer sein als durchschnittlich zu erwarten wäre.

### Kokainpsychose
Es kann zu einer Kokainpsychose kommen, die durch paranoid wahnhafte Wahrnehmungsstörungen gekennzeichnet ist. Dermatozoenwahn ist zum Beispiel ein charakteristisches Symptom, hierbei glaubt der Betroffene, Insekten krabbelten unter seiner Haut. Diese Zustände können chronisch bleiben.

### Abhängigkeit

Vergleich der Schadwirkung 20 psychoaktiver Substanzen anhand von Umfragedaten unter auf Suchterkrankungen spezialisierten Psychiatern und unabhängigen Experten. Kokain rangiert als die Droge mit der zweithöchsten körperlichen Schadwirkung und dem zweithöchsten Abhängigkeitspotential.

Vergleich von Abhängigkeitspotential und Verhältnis zwischen üblicher und tödlicher Dosis verschiedener psychoaktiver Substanzen und Kokain nach R. S. Gable

Nach dem Kokainrausch kann eine Depression auftreten. Dieser Zustand lässt diese Konsumenten nicht selten schnell wieder zur Droge greifen, um der „Kokaindepression“ zu entkommen. Dieser Mechanismus ist gefährlich, da er schnell zu einer Abhängigkeit führen kann.
Das extreme Hochgefühl sowie das schnelle Abklingen der Wirkung ist ein Kennzeichen für das Abhängigkeitspotential der Droge.
Unter Umständen kann es demnach bereits nach dem ersten Kokainkonsum zu einer psychischen Abhängigkeit kommen. Eine physische Abhängigkeit tritt nach bisherigen Erkenntnissen nicht ein.
Ein Spezifikum hierbei, das noch stärker ausgeprägt ist beim Rauchen der Kokainbase Crack, ist die „episodische Gier“: Auch bei unerfahrenen Konsumenten kann, wenn die Drogenwirkung abklingt, ein starkes Verlangen eintreten, mehr zu konsumieren. Im Extremfall kann diese Konsumdynamik sog. „Binges“ (engl.; Episoden mit in kurzen Abständen erfolgendem Konsum) zur Folge haben, die viele Stunden oder gar mehrere Tage andauern. Eine Besonderheit bei langfristigem Kokainmissbrauch ist die zunehmende Abhängigkeit. Außerdem wird die Kokainabhängigkeit häufig mit einem Verfall des Gewissens des Konsumenten in Verbindung gebracht – dies vor dem Hintergrund, dass die selbstbewusstseinssteigernde Wirkung im Zusammenspiel mit der Konsumdynamik das soziale Bewusstsein verblassen lässt (weshalb Kokain zuweilen als „Egodroge“ bezeichnet wird).

#### Kokain-Substanzverlangen/Rückfälle
Kokain-Substanzverlangen wird meist durch Schlüsselreize ausgelöst (Gerüche, Musik, Bilder), durch bestimmte Situationen (Stress, Stimmungen, Orte) und fast immer durch den vorherigen Konsum von Alkohol oder anderen psychotropen Substanzen.
Die Wirkung verändert sich im Laufe der Zeit während des aktiven Konsums und während der Behandlung. Die positiven Effekte des Kokains treten bei abhängigem Konsum zunehmend in den Hintergrund.
Rückfälle bei Abstinenzwilligen sind meistens nicht auf mangelnde Motivation zurückzuführen. Resultate aus der Hirnforschung zeigen, dass Substanzverlangen nach Kokain bei ehemals Abhängigen auch nach Jahren von Abstinenz durch entsprechende Schlüsselreize ausgelöst werden kann, d. h. das Substanzverlangen nur bedingt willentlich beeinflusst werden kann.

#### Kokainismus
Als Kokainismus wird der Gebrauch von Kokain durch direkte Aufnahme in den Körper bezeichnet. Meistens wird Kokain dabei durch die Nase aufgenommen (Schnupfen; im Szenejargon „eine Line ziehen“), wobei die Wirkung etwas zeitlich verzögert eintritt, aber länger anhält. Auch die orale, inhalative (Rauchen) oder intravenöse Aufnahme ist möglich. Der intravenöse Konsum ist gekennzeichnet durch ein Hochgefühl, das als „ultimative Emotion“ beschrieben wird. Dadurch ist das Abhängigkeitspotenzial um einiges höher als bei den anderen Konsumformen. Die Gefahren, die der intravenöse Konsum mit sich bringt, wie Infektionskrankheiten oder Überdosierung, werden nicht mehr wahrgenommen.

#### Behandlung von Kokainabhängigkeit
Die vorhandenen Suchthilfesysteme im europäischen Raum waren und sind seit den 1990er-Jahren teilweise nur unzureichend auf neuere Entwicklungen – z. B. Zunahme des Crackkonsums – eingestellt. Die meisten ambulanten und stationären Angebote sind auf die herkömmliche Behandlung von Opioidabhängigen – insbesondere Heroin und den Mischkonsum – angepasst.
Rein kokainabhängige Menschen sind in der Regel in deutlich anderen sozioökonomischen Situationen, d. h. oft noch sozial integriert und finanziell gesichert.
Die Behandlung muss zunächst stationär geschehen. Grund dafür ist, dass das Risiko sonst zu hoch ist, dass die Betroffenen rückfällig werden. Zunächst wird – wie bei anderen Therapien – ein Gespräch mit den Betroffenen geführt, damit sich die Ärzte ein Bild von der physischen und psychischen Situation des Patienten machen können.
Bei der folgenden Behandlung gibt es nun drei Phasen:
1. Die Crash-Phase. Nach wenigen Stunden bis Tagen nach Beginn des Entzugs dominiert eine starke depressive Verstimmung, Niedergeschlagenheit, Selbstzweifel, Müdigkeit, Schlafstörung und Energiemangel.[67]
2. Die Entzugsphase. Für eine Dauer von einigen Wochen macht sich wieder ein ausgeprägtes Verlangen nach Kokain bemerkbar. Zudem verbleibt eine depressive, antriebslose und selbstzweifelnde Stimmung.[67]
3. Löschungsphase. In der letzten Phase zeigen sich vermehrt Albträume, welche im Zusammenhang mit Drogen und Rauscherlebnissen stehen. Zudem kann es weiterhin zu starkem Verlangen nach Kokain kommen.[67]

Nach dem Entzug ist eine weitere therapeutische Langzeitbehandlung zwingend notwendig, um einen Rückfall zu vermeiden. Dazu können auch Medikamente verwendet werden.

### Mortalität
Das statistische Risiko für Kokainkonsumenten, an einer Überdosis Kokain zu sterben, beträgt ein Zwanzigstel gegenüber Heroinkonsumenten, an einer Überdosis Heroin zu sterben.
Eine Überdosis Kokain ist bei weniger als 2 % aller Drogentoten in Deutschland die Todesursache. Das Risiko, auf Grund einer Mischintoxikation unter Beteiligung von Kokain zu sterben, ist wesentlich größer. Etwa 9 % aller Drogentoten in Deutschland gehen auf das Konto einer solchen Mischintoxikation (z. B. mit Speedball).
In Deutschland wurden 2010 insgesamt 27 Todesfälle gezählt, die direkt mit dem alleinigen Konsum von Kokain in Verbindung standen. In 90 weiteren Todesfällen war Kokain neben anderen Drogen auch involviert. 2013 wurden in Deutschland insgesamt 16 Todesfälle im direkten Zusammenhang mit Kokain und Crack (zusammengefasst) gezählt, in 30 weiteren Fällen war Kokain oder Crack neben anderen Drogen involviert. Bezogen auf das Jahr 2014 veröffentlichte die Drogenbeauftragte der Bundesregierung keine entsprechenden Zahlen.
Von besonderer Bedeutung ist hier einerseits die Mischintoxikation mit Heroin und Kokain und andererseits die von Lidocain respektive Tetracain. Besonders die Verunreinigung von Kokain mit Lidocain stellt ein lebensbedrohliches Problem dar, wie eine Studie aus dem Jahr 1999 dreier rechtsmedizinischer Institute in Berlin zur toxikologischen Bewertung der Lokalanästhetika Lidocain und Tetracain bei Drogentodesfällen feststellt. Häufig werden dem Kokain die im Vergleich dazu oft billigen Lokalanästhetika Lidocain und Tetracain zugesetzt. Hierdurch erhöht sich die Gewinnspanne der Händler. Sowohl das Landeskriminalamt Berlin als auch das Bundesministerium für Gesundheit warnen daher die Apotheker eindringlich vor einer unkritischen Abgabe von Lidocain. Einer der Hauptgründe für den Lidocainverschnitt liegt in der lokalanästhetischen Wirkung dieses Stoffes, durch den beim Zungentest Kokain leicht vorgetäuscht werden kann. Besonders problematisch ist Lidocain- oder Tetracainverschnitt, wenn Kokain weder geschnupft noch geraucht, sondern intravenös injiziert wird. In Berlin waren gehäuft Todesfälle zu verzeichnen, bei denen sehr hohe Blutkonzentrationen von Lidocain oder Tetracainmetaboliten ursächlich beziehungsweise maßgeblich als Todesursache festgestellt wurden. Letztendlich führte die Lähmung des zentralen Nervensystems oder die Blockade des Erregungsbildungssystems des Herzens zum Tode. 

### Besonderheiten einzelner Konsumformen

#### Infektionsgefahr bei nasaler Applikation
Beim gemeinsamen Gebrauch von Schnupfröhrchen kann es bei der nasalen Applikation von Kokain zur Übertragung von Krankheitserregern kommen. Dies gilt insbesondere für Dauerkonsumenten, da diese häufiger Verletzungen an den Nasenschleimhäuten haben als Gelegenheitskonsumenten. Das gemeinsame Benutzen von scharfkantigen Schnupfröhrchen (z. B. abgeschnittene Strohhalme aus Kunststoff) stellt ein besonders hohes Infektionsrisiko dar, da eine besonders große Verletzungsgefahr der Nasenschleimhäute gegeben ist. Safer Sniffing (manchmal auch „Safer Sniefen“ genannt) heißt beim Schnupfen von Drogen (nasale Applikation von psychotropen Substanzen) immer ein sauberes Schnupfröhrchen zu gebrauchen und dieses nie mit anderen gemeinsam zu benutzen. Safer Sniffing ist eine Strategie zu Eindämmung der Ausbreitung von Infektionskrankheiten, vor allem von Hepatitis C. Safer Sniffing ist eine Maßnahme aus dem Bereich Safer Use.

### Mischkonsum mit anderen Drogen
Der kombinierte Konsum von Kokain und Alkohol führt mittels einer Umesterung in der Leber zur Bildung der Substanz Cocaethylen im Körper. Cocaethylen ist der Ethylester von Benzoylecgonin (während Kokain der entsprechende Methylester ist) und hemmt die Wiederaufnahme von Dopamin in gleicher Weise wie Kokain bei längerer Wirkdauer. Es kommt zu einer deutlichen Verstärkung der Wirkung des Kokains auf die vitalen Funktionen, zu einer Steigerung des Aktivitätsdrangs und zu einer Minderung des Alkoholrausches. Dabei sprechen einige Studien dafür, dass Cocaethylen insbesondere für das Herz schädlicher ist als beide Substanzen (Alkohol und Kokain) für sich.
Wird nach dem Konsum von Cannabis Kokain geschnupft, wird ein höherer Blutspiegel von Kokain erzielt als nach dem Schnupfen von Kokain in nüchternem Zustand. Dies führt zu länger anhaltenden Phasen euphorischer Gefühlsempfindungen, die zudem etwas intensiver wahrgenommen werden als nach dem Monokonsum von Kokain. Zu beachten ist jedoch, dass der Mischkonsum von Cannabis und Kokain auch zu einer stärkeren Erhöhung der Herzfrequenz und des Blutdrucks führt als der Monokonsum dieser Substanzen. Besonders in Situationen von Anspannung und Stress tritt dieser additive Effekt verstärkt auf.

### Zusammenhang mit früherem Gebrauch anderer Drogen
In Tierversuchen kann relativ einfach festgestellt werden, ob der Konsum einer Substanz die spätere Attraktivität einer anderen Substanz für Tiere erhöht. Bei Menschen, wo derartige direkte Experimente nicht möglich sind, kann jedoch in Längsschnittstudien untersucht werden, ob die Wahrscheinlichkeit des Gebrauchs einer Substanz mit dem früheren Gebrauch von anderen Substanzen in Beziehung steht.
Bei Mäusen erhöhte Nicotin die Inzidenz des späteren Konsums von Kokain, und die Experimente ließen konkrete Schlüsse auf die zugrunde liegenden molekularbiologischen Veränderungen im Gehirn zu. Die biologische Prägung bei Mäusen entsprach epidemiologischen Beobachtungen, wonach Nikotin-Konsum beim Menschen an eine erhöhte Wahrscheinlichkeit von späterem Cannabis- und Kokain-Gebrauch gekoppelt ist.

### Besondere Problematik der Illegalität Kokains
Das Problem illegaler Drogen ist generell, dass sie meist nur gestreckt auf dem Schwarzmarkt angeboten werden. Die Streckmittel können unter Umständen gesundheitsschädlich oder sogar tödlich sein. Auch allergische Reaktionen bis hin zum Allergieschock gegen die Beimischungen sind bekannt. Insbesondere mit Lidocain oder Tetracain versetztes Kokain ist problematisch, wenn das Gemisch intravenös injiziert wird. Es kann zur Lähmung des zentralen Nervensystems und zur Blockade des Herz-Erregungsleitungssystems führen und deshalb tödlich sein. Allein in Berlin waren in den Jahren 1995 bis 1998 insgesamt 46 Todesfälle im Zusammenhang mit Lidocain und 13 weitere Todesfälle durch Tetracain zu beklagen.
In Europa traten gegen Ende des Jahres 2004 bislang einzigartige, lebensgefährliche Verunreinigungen mit Atropin auf.
In den letzten Jahren wurde vermehrt Levamisol als Streckmittel beigemengt. Das normalerweise als Entwurmungsmittel angewandte Medikament wird bereits in den Produktionsstaaten beigemengt, da es den dortigen Farmen zur Verfügung steht, optisch Kokain gleicht und dessen Wirkung leicht verlängern soll. Im April 2011 enthielten bereits über 80 % aller Proben der amerikanischen Drogenbekämpfungsbehörde Levamisol. Dieser Stoff ist mit hohen gesundheitlichen Risiken verbunden. Bei Menschen, die Träger des Histokompatibilitäts-Antigens HLA-B27 sind, kann die oft tödlich verlaufende Agranulozytose auftreten. Die gefährlichsten Nebenwirkungen sind dabei die aplastische Anämie und die Vaskulitis, ferner durch den Abbau von Levamisol zu Aminorex, die pulmonale Hypertonie.

## Darreichungsformen

### Kokainsulfat („Kokainpaste“)
Kokainsulfat ist eigentlich ein Zwischenprodukt bei der Herstellung von Kokainhydrochlorid. Es entsteht bei der Verarbeitung der geernteten Blätter des Cocastrauches unter Zugabe von Wasser und Schwefelsäure. Mit Calciumoxid weiterbehandelt wird es als Oxi bezeichnet.
In Südamerika wird Kokainsulfat allerdings auch häufig vermischt mit Tabak geraucht, da es im Vergleich zu den anderen Kokainformen sehr viel billiger ist. Geläufige Bezeichnungen dort sind „pasta“, „basuco“, „basa“, „pitillo“, „paco“, „paste“.

### Kokainbase („Freebase“)
Kokainbase ist die Basenform von Kokain im Gegensatz zu Kokainhydrochlorid. Während letzteres sehr gut wasserlöslich ist, ist Kokainbase unlöslich in Wasser und somit nicht zum Schnupfen, Essen oder zur Injektion geeignet. Kokainbase ist einerseits ebenfalls ein Zwischenprodukt bei der Herstellung von Kokainhydrochlorid, andererseits ist es auch üblich, auf dem Schwarzmarkt erworbenes Kokainhydrochlorid durch Erhitzen in Ammoniakwasser wieder zur Base umzuwandeln, da Kokain in Basenform sehr viel effektiver geraucht werden kann als Kokainhydrochlorid. Diese Konsumform kann allerdings die Lunge schädigen.

### Kokainhydrochlorid

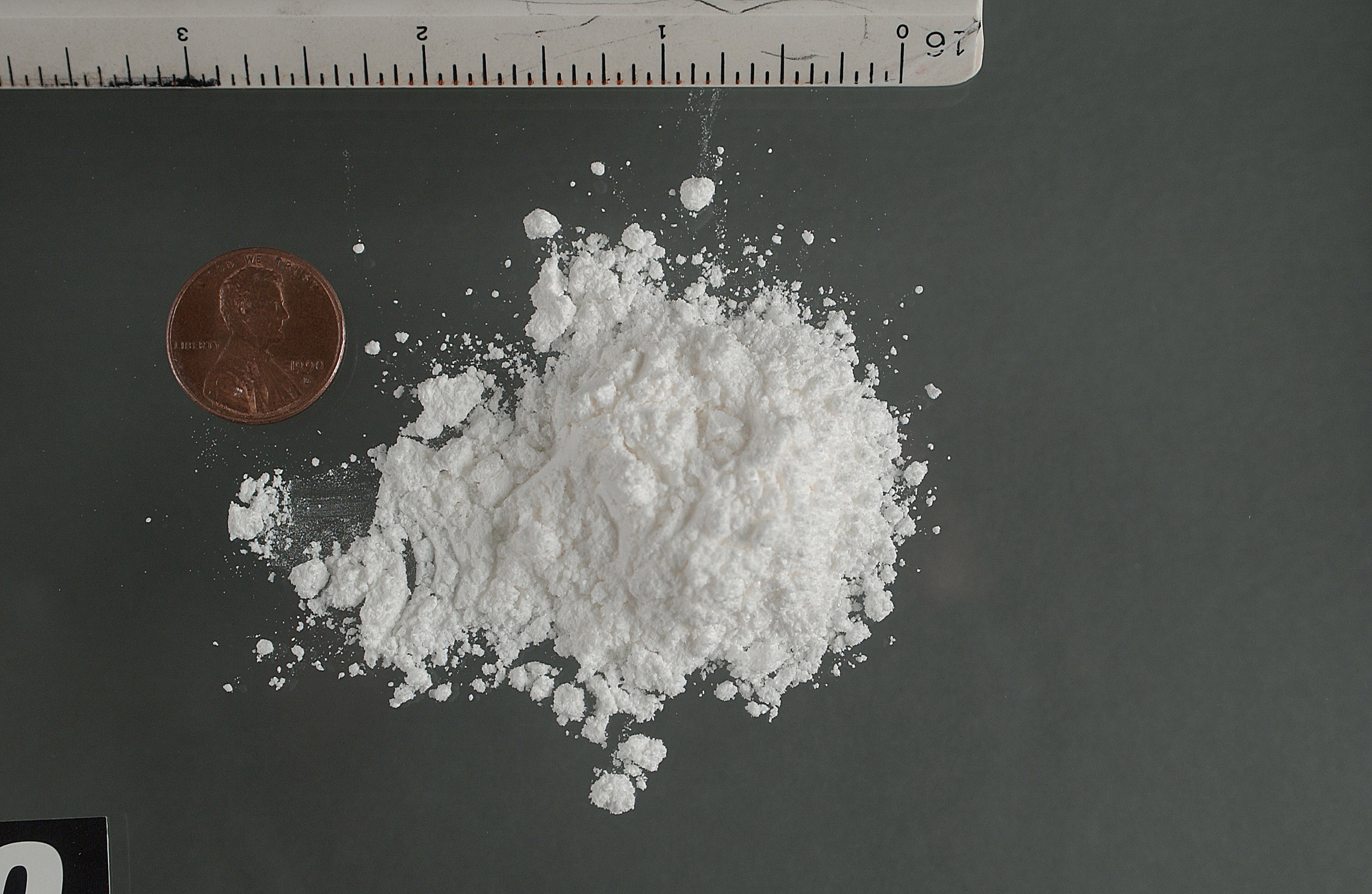
Kokainhydrochlorid

Kokainhydrochlorid, also das Salz, das Kokain mit Salzsäure bildet, ist die gebräuchlichste Form von Kokain auf dem Schwarzmarkt und außerdem das, was gemeinhin unter Kokain verstanden wird. Das Hydrochlorid ist gut wasserlöslich und kann daher über die Schleimhäute unter anderem der Nase und des Mundes sowie über das Blutgefäßsystem aufgenommen werden. Zum Rauchen eignet es sich nur unter bestimmten Bedingungen, da es sich erst bei hohen Temperaturen (195 °C) verflüchtigt und dabei zu einem großen Teil verbrennt. Deshalb wird für diesen Zweck meist Kokainbase oder Crack hergestellt.

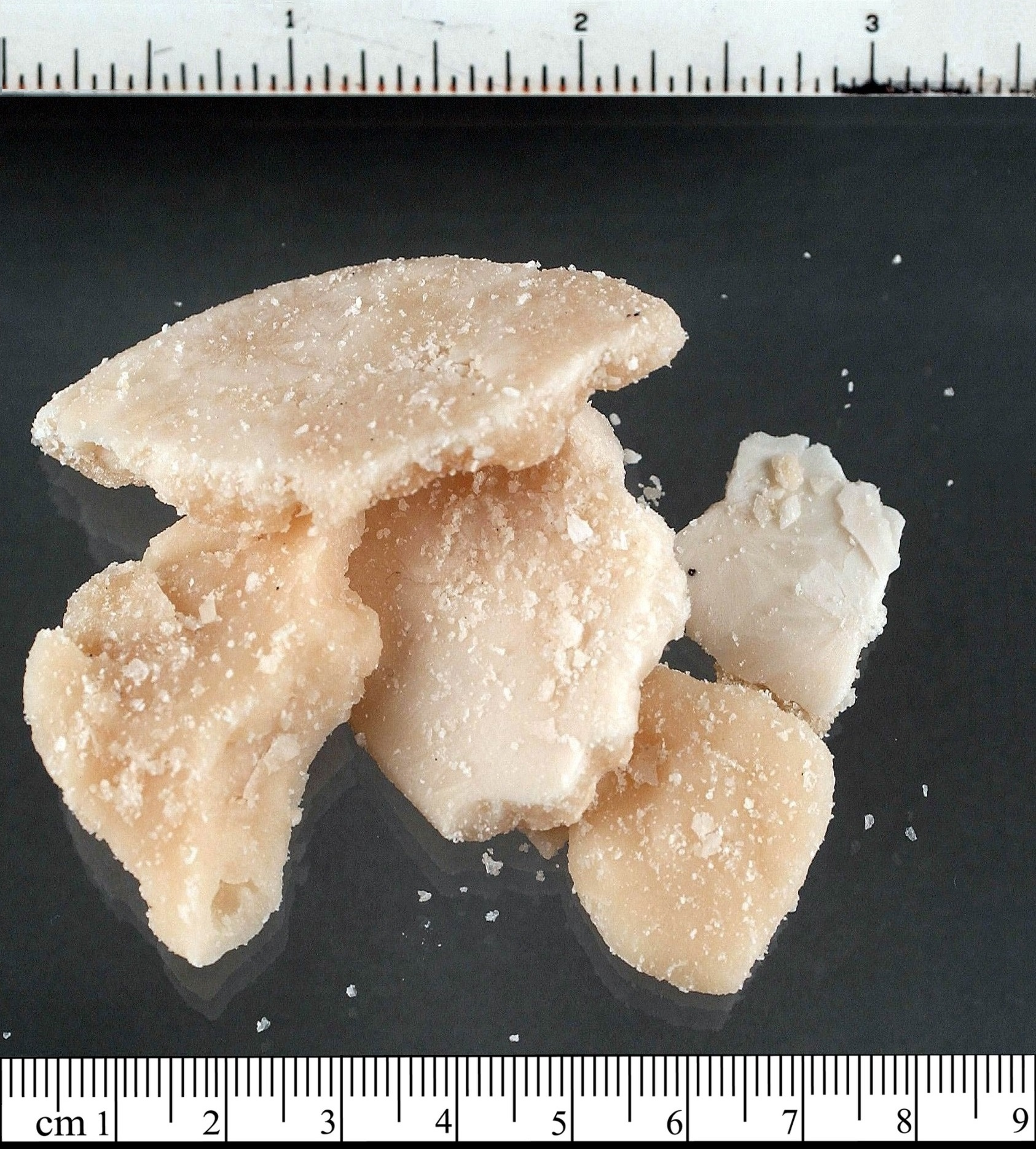
Crack

Durch Aufkochen von Kokainhydrochlorid mit Natriumhydrogencarbonat entsteht ein Gemisch aus Kochsalz (NaCl) und Kokain-Hydrogencarbonat, das „Crack“ genannt wird. Crack sind Körner („Rocks“), die bei 96 °C mit knackendem („to crack“) oder knisterndem („to crackle“) Geräusch als freie Base verdampfen. Hergestellt wird Crack, indem Kokainsalz mit Natriumhydrogencarbonat („Natron“) vermischt und erhitzt wird. In den Vereinigten Staaten wird dazu Backpulver verwendet, welches dort ausschließlich aus Natriumhydrogencarbonat besteht.

### Schwarzes Kokain
Während die o. g. Formen alle zum Konsum geeignet sind oder bei der Herstellung von Kokain entstehen, ist das „schwarze Kokain“ („Coca Negra“) eine spezielle Form, die in jüngerer Zeit zum Schmuggeln verwendet wurde. Dabei wird Kokain mit Kobalt- und Eisenchlorid vermischt. In dieser (nicht konsumierbaren) Form wird Kokain nicht mehr von Tests, die mit Farbumschlag funktionieren erkannt. Drogen-Immunassays weisen Kokain trotzdem nach. Im Zielland wird das Kokain dann reextrahiert. Das vermutlich erste Mal wurde Kokain in dieser Form bei einer Beschlagnahmung 1998 in Deutschland entdeckt, woraufhin auch eine größere Menge von schwarzem Kokain am Flughafen Bogotá gefunden wurde, welches bereits zum Transport nach Afrika vorbereitet war.

### Reinheitsgehalte
Auf dem Schwarzmarkt verfügbares Kokain ist selten rein, sondern mit verschiedenen Substanzen gestreckt. So liegen die Durchschnittsgehalte bei Kokainhydrochlorid im Kilobereich um die 85 % (Anteil an Kokainhydrochlorid), bei Mengen zwischen einem Gramm und einem Kilogramm um die 60 % und bei Mengen, die kleiner als ein Gramm sind, um die 35 %. Der mittlere Reinheitsgehalt von Proben, die Kokainbase enthalten, liegt bei knapp 75 % (Anteil an Kokainbase). Bemerkenswert hierbei ist, dass in Deutschland der Reinheitsgehalt im Kilobereich bei Kokainhydrochlorid innerhalb der letzten zehn Jahre praktisch stabil geblieben ist, jener der Mengen im Bereich zwischen einem Gramm und einem Kilogramm um etwa 10 % abgenommen hat und jener bei den kleinen Mengen von weniger als einem Gramm um etwa 20 % abgenommen hat.
Reines Kokain (mit mehr als 90 % Wirkstoffgehalt) ist zwar auf dem Schwarzmarkt auch in kleinen Mengen verfügbar, jedoch sehr selten. Als Streckmittel wird hauptsächlich Milchzucker verwendet. 51 % aller Kokainproben 2004 enthielten Milchzucker. Des Weiteren werden als Streckmittel verwendet: Mannit (18 %), Inosit (6 %), Glucose (4 %), Saccharose (4 %), Fructose (ca. 1 %) und Stärke (ca. 1 %).
Durchaus verbreitet ist der Zusatz von weiteren pharmakologisch wirksamen Substanzen, welche gezielt bestimmte spezifische Wirkungen des Kokains „imitieren“, um die subjektiv wahrnehmbare Qualität des gestreckten Kokains wieder besser erscheinen zu lassen. So wird beispielsweise häufig dem Kokain das Lokalanästhetikum Lidocain beigemengt. Laut Bundeslagebild Rauschgift 2004 konnte in 28 % aller Fälle Lidocain nachgewiesen werden. In den letzten Jahren sehr stark in Erscheinung getreten ist das Entwurmungsmittel Levamisol, welches 2011 in Amerika in über 80 % aller Proben gefunden wurde. Als weitere häufige Zusatzstoffe mit pharmakologischer Wirkung sind zu nennen: Phenacetin (36 %), Koffein (7 %), Procain (2 %), Benzocain (1,4 %) und Paracetamol (1,4 %). Seltene Zusatzstoffe (unter 1 %) sind Diltiazem, Tetramisol, Amphetamin, Ibuprofen, Acetylsalicylsäure, Ascorbinsäure, Ephedrin, Hydroxyzin, MDMA, Methamphetamin, Pholedrin, Tetracain, Articain, Diacetylmorphin, Ketamin, Atropin und Phenmetrazin.

## Verbreitung
Die Verbreitung von Kokain als „Partydroge“ liegt nach offiziellen Zahlen im Vergleich zu anderen illegalen Drogen im Mittelfeld. Der Europäische Drogenbericht 2015 bezieht sich hierzu auf eine Teilauswertung des Global Drug Survey, eine nicht-repräsentative Online-Befragung, wonach unter 25.790 befragten Personen im Alter zwischen 15 und 34 Jahren in zehn europäischen Staaten, die regelmäßig an „Clubveranstaltungen“ teilnehmen, eine 12-Monats-Prävalenz für Kokain von 22 % besteht. Auch wenn diese Zahl nicht repräsentativ ist, so liegt sie doch deutlich unter den in derselben Analyse für andere Drogen gemessenen Werten für Cannabis (55 %) und MDMA/Ecstasy (37 %), aber leicht vor Speed (19 %) und deutlich vor Ketamin (11 %), Mephedron (3 %), synthetischen Cannabinoiden (3 %) und GHB/GBL (2 %). Eine von der Universität Lausanne nur für die Schweiz durchgeführte und 2015 veröffentlichte Abwasseruntersuchung zeigte, dass der Verbrauch von Kokain am Wochenende deutlich stärker ist, als an Werktagen. Dieser Effekt tritt allerdings nicht so stark auf wie bei MDMA/Ecstasy und Amphetamin/Speed, ist aber signifikant im Gegensatz zu Methamphetamin und Heroin, wo fast gar keine Unterschiede zwischen den Wochentagen feststellbar waren. Der mit Abstand höchste Pro-Kopf-Verbrauch unter den schweizerischen Städten wurde – wie auch für die meisten anderen illegalen Drogen – für Zürich berechnet.
Nach Schätzungen lag der Jahresverbrauch in Deutschland bei 20 Tonnen Kokain. Im internationalen Vergleich lag die Prävalenz 2015 im Mittelfeld. Der größte Pro-Kopf-Verbrauch wurde in den Vereinigten Staaten festgestellt, wo Kokain bereits Ende der 1980er-Jahre die am weitesten verbreitete illegale Droge war. Laut Jahresbericht der Europäischen Beobachtungsstelle für Drogen und Drogensucht (EBDD) 2011 liegt die geschätzte Zahl der Konsumenten in Europa (Altersgruppe 15–64 Jahre) bezogen auf die Lebenszeit bei 14,5 Mio. und bezogen auf die letzten 12 Monate bei 4 Mio. Knapp 11 Tonnen reines Kokain pro Jahr verbrauchen Messungen zufolge die rund 38,5 Millionen Menschen, deren Abwässer der Rhein bei Düsseldorf enthält. Daten zur Berliner Partyszene wurden 2019 von einer Arbeitsgruppe der Charité vorgelegt.
Im September 2021 zerschlugen Polizeien mehrerer europäischer Staaten den laut Berichten größten Kokainschmugglerring Europas.
Von 2014 bis 2024 verdoppelte sich die weltweite Kokainproduktion.

### Abwasseruntersuchung
Die Analyse des Abwassers in der Kanalisation von Städten auf die Substanz Benzoylecgonin, dem Haupt-Metaboliten des Kokain, der über den Urin ausgeschieden wird, ist eine Methode, den Gesamtkonsum der Bevölkerung tagesgenau zuverlässig festzustellen. Im Rahmen einer 56 europäische Städte umfassenden Studie wurde dies untersucht. International die höchsten Pro-Kopf-Werte, gemessen im Abwasser, haben seit Jahren die Städte Antwerpen, Zürich und Barcelona.
Von März 2016 bis Januar 2018 wurde im Rahmen dieser Studie ein Ansteigen der Kokainkonzentration in Abwasserproben von Innsbruck festgestellt. Innsbruck ist die einzige Stadt Österreichs, die untersucht wurde.

### Szenenamen
Gebräuchliche Szenenamen im deutschsprachigen Raum:
Schnee, Weißes Gold, Koks, Baseball, Coca, Cocktail, Coke, Cola, Charlie, Free Base, Persil, Puder, Schönes, Schubi, Toni, Roxane, Marschierpulver (Österreich).
Gebräuchliche Szenenamen in den Vereinigten Staaten:
Coke, Blow, Llello (kubanisch/spanisch; gesprochen: „Yay Yo“), Nose Candy, Snow, Dust, (Colombian Marching) Powder.

### Preis

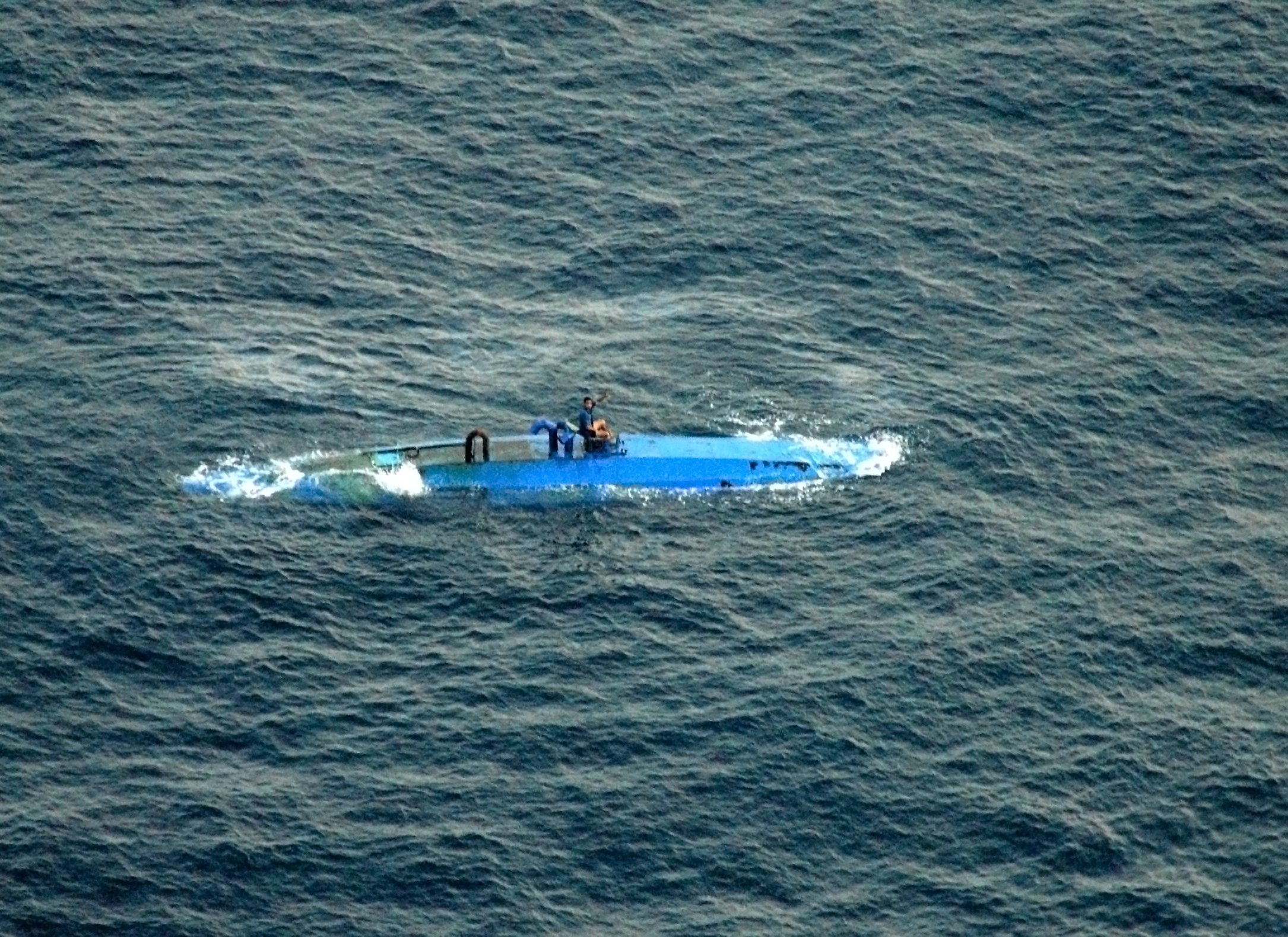
Ein Schmuggel-U-Boot mit Kokain im Wert von 352 Millionen Dollar, welches im Pazifik von einer P-3C Orion entdeckt und der USS De Wert (FFG 45) aufgebracht wurde

Der Preis für eine Dosis von 60–100 mg liegt im Vergleich zum Schwarzmarktpreis für ein Kilogramm 80–90%iges Kokain im Großhandelsverkauf verhältnismäßig hoch. Allerdings gibt es starke Preisschwankungen. In Europa wurden von 2004 bis 2006 zwischen 17.000 und 78.000 Euro für ein Kilogramm gezahlt:
- Niederlande, Polen, Portugal, Belgien, Irland, Rumänien, Slowakei und Litauen = ca. 20.000 €/kg
- Deutschland, Spanien, Ungarn, Bulgarien, Kroatien, Mazedonien und Moldau = ca. 25.000–40.000 €/kg
- Vereinigtes Königreich, Frankreich, Schweiz, Schweden, Dänemark und Serbien = ca. 30.000 €/kg
- Italien, Norwegen, Österreich, Finnland, Tschechien, Griechenland und Albanien = ca. 37.000 €/kg
- Russland, Ukraine, Slowenien und Estland = ca. 42.000–78.000 €/kg

## Rechtslage in Europa

### Deutschland
Kokain – Methyl(3β-(benzoyloxy)tropan-2β-carboxylat) – ist in der Bundesrepublik Deutschland aufgrund seiner Aufführung in der Anlage III zu § 1 Abs. 1 BtMG ein verkehrsfähiges und verschreibungsfähiges Betäubungsmittel. Dies gilt nicht für d-Kokain – Methyl(3β-(benzoyloxy)tropan-2α-carboxylat) –, das in Anlage II zu § 1 Abs. 1 BtMG (verkehrsfähiges, aber nicht verschreibungsfähiges Betäubungsmittel) aufgeführt ist. Der Umgang mit Kokain wie auch mit d-Kokain ohne Erlaubnis ist grundsätzlich strafbar. Weitere Informationen sind im Hauptartikel Betäubungsmittelgesetz (Deutschland) zu finden.
Das Gleiche gilt für den Coca-Strauch (Pflanzen und Pflanzenteile der zur Art Erythroxylum coca – einschließlich der Varietäten bolivianum, spruceanum und novogranatense – gehörenden Pflanzen).
Der Besitz von 0,3 g Kokainzubereitung oder 0,1 g Kokainhydrochlorid gilt als sogenannte „geringe Menge“ und es besteht die Möglichkeit der Verfahrenseinstellung nach § 31a BtMG.
Für den Praxisbedarf darf der Arzt Kokain bei Eingriffen am Auge als Lösung bis zu einem Gehalt von 20 % oder als Salbe bis zu einem Gehalt von 2 % verschreiben (§ 2 der Betäubungsmittel-Verschreibungsverordnung).
Im Zolltarif hat Kokain den TARIC-Code 2939720000 („Kokain, Ecgonin; ihre Salze, Ester und anderen Derivate“) und 1211300000 („Cocablätter“). Zollrechtlich bestehen keine generellen Einfuhrverbote, lediglich Exportbeschränkungen im Rahmen allgemeiner Embargos. Da Kokain zollrechtlich also eine normale Ware ist, wird bei deren Verbringung in das deutsche Zollgebiet Einfuhrzoll (derzeit 0 %) und Einfuhrumsatzsteuer fällig (19 %, da in Anlage II zum UStG nicht erwähnt). Neben den im BtMG beschriebenen betäubungsmittelrechtlichen Straftaten oder Ordnungswidrigkeiten macht sich der Verbringer, der die Ware nicht anmeldet, somit regelmäßig auch Steuerstraftaten oder -ordnungswidrigkeiten schuldig, da die Steuerpflicht auch dann anfällt, wenn das zugrunde liegende Rechtsgeschäft gesetzes- oder sittenwidrig ist.
Unabhängig von den oben genannten Regularien ist das Führen von Kraftfahrzeugen unter Kokain-Einfluss gem. § 24a StVG ordnungswidrig, im Falle einer daraus resultierenden Fahruntüchtigkeit ist das Führen von Fahrzeugen oder Kraftfahrzeugen strafbar gem. § 316 StGB.

### Österreich
In Österreich ist Kokain ein Suchtmittel im Sinne des Suchtmittelgesetzes. Nach § 27 wird der Erwerb, der Besitz, die Beförderung, die Ein- und Ausfuhr, die Anbietung, die Überlassung und die Verschaffung einer geringen Menge Kokain mit einer Freiheitsstrafe von bis zu einem Jahr oder 360 Tagessätzen bestraft. Eine übergroße Menge Kokain beginnt ab 15 g Reinsubstanz. Nach § 28 wird dies mit einer Freiheitsstrafe von bis zu drei Jahren bestraft.

### Schweiz
Nach dem Schweizer Betäubungsmittelgesetz gilt Kokain als Betäubungsmittel. Nach Artikel 19 wird der Besitz, die Lagerung, die Herstellung, die Beförderung, die Ein- und Ausfuhr und die öffentliche Aufforderung zum Konsum mit einer Freiheitsstrafe von bis zu drei Jahren oder einer Geldstrafe belegt. Der Konsum wird nach Artikel 19a mit einer Geldbuße bestraft.
Nach einer Meldung von Juni 2023 möchte der Berner Stadtrat einen wissenschaftlichen Pilotversuch für den kontrollierten Verkauf von Kokain starten. Durch diesen könnten Präventions- und Kontrollmöglichkeiten verbessert werden, befand die Ratsmehrheit.

### Tschechien
Der Besitz von bis zu einem Gramm Kokain wurde entkriminalisiert, d. h., es wird lediglich ein Bußgeld verhängt.

## Rechtslage außerhalb Europas

### Kolumbien
In Kolumbien wurde der Besitz von bis zu einem Gramm Kokain entkriminalisiert.

### Peru und Bolivien
In Peru und Bolivien ist der indigenen Bevölkerung der Cocaanbau für traditionelle Verwendungszwecke – wie dem oralen Konsum der Blätter des Cocastrauches – gestattet, während die Herstellung, der Verkauf und der Konsum von aus der Pflanze extrahierter Reinsubstanz verboten sind.

### Vereinigte Staaten
Die Herstellung, der Vertrieb und Verkauf von Kokainprodukten ist durch die „Single Convention on Narcotic Drugs“, die „United Nations Convention Against Illicit Traffic in Narcotic Drugs and Psychotropic Substances“ und den „Controlled Substances Act“ beschränkt. Kokain ist gemäß Kategorisierung der US-Drogenvollzugsbehörde Drug Enforcement Administration (DEA) als Klasse-II-Droge (hohes Potenzial an Missbrauch, teilweise nachgewiesener medizinischer Nutzen, hohe Wahrscheinlichkeit für psychische oder physische Abhängigkeit, verschreibungspflichtig) eingestuft.
Parallel zur US-Präsidentschaftswahl 2020 stimmten die Einwohner des Bundesstaates Oregon in einer Volksabstimmung einer Entkriminalisierung von Kokain und anderen harten Drogen zu. Seit dem 1. Februar 2021 wurde bei Konsumenten eine geringe Menge Kokain wie eine Ordnungswidrigkeit gehandhabt. Im September 2024 wurde die Regelung wieder aufgehoben.